# Markus Rosenberg
Nils Markus Rosenberg (wym. ['markɵs 'ruːsəmbærj]; ur. 27 września 1982 w Malmö) – szwedzki piłkarz, który występował na pozycji napastnika.
W latach 2005–2012 reprezentant Szwecji. Uczestnik Mistrzostw Świata 2006 oraz Mistrzostw Europy 2008 i 2012.

## Kariera klubowa

### Malmö FF i Halmstads BK
Karierę rozpoczął w Malmö FF, jednakże nie odpowiadała mu rola rezerwowego i w 2004 został wypożyczony do Halmstads BK. Grając w Halmstad zdobył koronę króla strzelców sezonu 2004 Allsvenskan. Po powrocie do macierzystego zespołu, Rosenberg, został najskuteczniejszym zawodnikiem (7 goli) rozgrywek Royal League 2004/05.

### AFC Ajax
Na początku sezonu 2005/06 dołączył do Ajaksu Amsterdam za kwotę 5,300,000 euro. Trener Danny Blind zaufał Rosenbergowi i zaraz po jego przybyciu do Godenzonen, umieścił go w wyjściowej jedenastce na mecz III rundy eliminacji Ligi Mistrzów UEFA 2005/06 przeciwko Brøndby IF. Szwed nie zawiódł pokładanych w nim oczekiwań. Zdobył bramkę w spotkaniu z Brøndby; wpisał się również na listę strzelców w meczu Eredivisie przeciwko RBC Roosendaal. W trakcie sezonu jego skuteczność jednak malała, co zmieniło się kiedy Blind postanowił zrezygnować z ustawienia 4-3-3 z Rosenborgiem jako jedynym środkowym napastnikiem na rzecz formacji 4-4-2, gdzie Mackan występował w parze z Angelosem Charisteasem.
Mimo zmiany ustawienia taktycznego, Ajax wciąż spisywał się słabo. W czasie zimowej przerwy sezonowej do drużyny dołączył holenderski napastnik, Klaas-Jan Huntelaar, sprowadzony za 9 milionów euro z SC Heerenveen. W związku z tym, Markus Rosenberg został przesunięty na lewe skrzydło, a Ajax powrócił do ustawienia 4-3-3. W drugiej połowie sezonu AFC Ajax spisywał się lepiej i zdołał zakwalifikować się (5. miejsce w sezonie zasadniczym) do nowo utworzonych rozgrywek play-off. W rozgrywkach tych, zespół pokonał Feyenoord i FC Groningen, zapewniając sobie miejsce w pierwszej rundzie Pucharu UEFA. W tym sezonie Ajax sięgnął również po Puchar Holandii.
Gdy rozpoczął się sezon 2006/07 nie pojawiał się już tak często w wyjściowej jedenastce Ajaksu, a częściej służył jako zmiennik dla Huntelaara. Mimo że trzykrotnie trafił do bramki w meczach Pucharu UEFA z IK Start, nowy szkoleniowiec, Henk ten Cate, nie zdecydował się na zastąpienie Holendra Rosenbergiem.

### Werder Brema
26 stycznia 2007 Rosenberg przeniósł się do klubu niemieckiej Bundesligi – Werderu Brema. Dwa dni później rozegrał swój pierwszy mecz w barwach nowej drużyny, przeciwko Hannoverowi 96 (w 83' zmienił Diego).

### Racing Santander
W sezonie 2010/2011 był na zasadzie wypożyczenia zawodnikiem Racingu Santander, w barwach, którego w lidze hiszpańskiej strzelił w 33 meczach 9 goli.

## Kariera reprezentacyjna
Reprezentant Szwecji – w swoim debiutanckim meczu, przeciwko Korei Południowej 12 listopada 2005, strzelił w końcówce spotkania gola dającego jego drużynie remis. 2 czerwca 2007 podczas meczu eliminacyjnego do mistrzostw Europy 2008 (Dania – Szwecja) został uderzony pięścią w brzuch przez duńskiego pomocnika Christiana Poulsena przy stanie 3:3 (wcześniej Szwecja prowadziła już 3:0). Arbiter spotkania pokazał Duńczykowi czerwony kartonik, a chwilę później na murawę wbiegł kibic, starając się zaatakować sędziego. Sędzia przerwał mecz w 89. minucie i pierwotnie przyznał zwycięstwo walkowerem dla Szwecji.

## Sukcesy

### AFC Ajax
- Puchar Holandii: 2005/2006
- Superpuchar Holandii: 2006

### Werder Brema
- Puchar Niemiec: 2008/2009

### Malmö FF
- Mistrzostwo Szwecji: 2014, 2016, 2017
- Superpuchar Szwecji: 2014

### Indywidualne
- Król strzelców Allsvenskan: 2004 (14 goli)
- Król asyst Allsvenskan: 2014 (14 asyst)

### Wyróżnienia
- Najlepszy piłkarz XXI wieku w Malmö FF: 2017[5]
- Najlepszy piłkarz Allsvenskan: 2014[6]
- Najlepszy napastnik Allsvenskan: 2014[6]